# 兴楼云冰国家公园
兴楼云冰国家公园占地面积488平方公里，坐落在彭亨州和柔佛州两州的交界处，被誉为是世界上历史悠久且古老的热带雨林，也是马来西亚仅存的低地热带雨林之一。1985年至1986年期间，曾经有专家学者对整片国家公园做全面的搜查，并重新辨认出25种未被发现过的热带植物，同时对公园内的石头和植被做进一步的观察，这里的森林年龄已经有2亿4千8百万年的历史。老虎、大象、马来貘是公园里常见的野生动物，此外这里也是苏门答腊犀牛的主要栖息地之一，这里也是登山爱好者的乐园。在丛林里登山，游客将亲身体验跋山涉水的乐趣。参观原住民的住处可了解他们的生活习俗。